# Conceria Zabri-Fanini
El Conceria Zabri-Fanini (Código UCI: CZF) es un equipo ciclista femenino de Albania de categoría UCI Women's Team, máxima categoría femenina del ciclismo en ruta a nivel mundial.

## Material ciclista
El equipo utiliza bicicletas Guerciotti y componentes

## Clasificaciones UCI
Las clasificaciones del equipo y de su ciclista más destacado son las siguientes:
| Temporada | Clasificación por equipos | Mejor corredor           | Posición                 |
| 2017      | 39.º                      | Ninguna corredora puntuó | Ninguna corredora puntuó |

## Palmarés
Para años anteriores véase: Palmarés del Conceria Zabri-Fanini.

### Palmarés 2019

#### UCI WorldTour 2019
| Fechas | Carreras | Ganadora |
|        |          |          |

#### Calendario UCI Femenino 2019
| Fechas | Carreras | Ganadora |
|        |          |          |

#### Campeonatos nacionales
| Fechas | Carreras | Ganadora |
|        |          |          |

## Plantillas
Para años anteriores, véase Plantillas del Conceria Zabri-Fanini

### Plantilla 2019
| Integrantes del equipo 2019 | Integrantes del equipo 2019 | Integrantes del equipo 2019    | Integrantes del equipo 2019 |
| Corredor                    | Fecha de nacimiento         | Equipo previo                  |                             |
| --------------------------- | --------------------------- | ------------------------------ | --------------------------- |
| Lisa Allkokondi             | 17 de mayo de 1995          |                                |                             |
| Francesca Balducci          | 1 de mayo de 1996           | SC Michela Fanini (2018)       |                             |
| Simona Bortolotti           | 6 de diciembre de 1994      | Giusfredi-Bianchi (2017)       |                             |
| Sofia Cilenti               | 20 de enero de 1995         |                                |                             |
| Lisa de Ranieri             | 30 de julio de 1997         | Aromitalia Vaiano (2018)       |                             |
| Keti Fetishi                | 15 de abril de 1997         |                                |                             |
| Leonora Geppi               | 9 de diciembre de 1999      | SC Michela Fanini (2018)       |                             |
| Joli Karafili               | 6 de octubre de 1995        |                                |                             |
| Xhorxhia Kristollari        | 2 de mayo de 1995           |                                |                             |
| Xhejna Metalja              | 6 de febrero de 1997        |                                |                             |
| Claudia Meucci              | 22 de enero de 1999         |                                |                             |
| Loreta Pirro                | 15 de noviembre de 1997     |                                |                             |
| Jona Rizvanolli             | 2 de mayo de 1992           |                                |                             |
| Elona Rusta                 | 3 de septiembre de 1996     |                                |                             |
| Basei Marzia Salton         | 7 de julio de 1997          | Hagens Berman-Supermint (2016) |                             |
|                             |                             |                                |                             |
| Fuente: ProCyclingStats     |                             |                                |                             |